# Julio Ramón Ribeyro
Julio Ramón Ribeyro Zúñiga (Lima, 31 augustus 1929 – aldaar, 4 december 1994) was een Peruviaans schrijver en  journalist. Hij overleed op 65-jarige leeftijd aan de gevolgen van kanker. Ribeyro stond bekend als een verwoed roker.
Ribeyro werkte in de jaren zestig samen met zijn landgenoten Mario Vargas Llosa en Luis Loayza als journalist in Parijs voor het Franse persbureau Agence France-Presse. Hij werd bekend door zijn verhalenbundel Gieren zonder veren. Hij schreef ook romans, poëzie en theater, en kreeg vlak voor zijn dood de belangrijke Mexicaanse prijs Juan Premio Juan Rulfo de literatura latinoamericana y del Caribe. Dat leverde hem een bedrag op van 10.000 dollar. Hij studeerde literatuur en rechten aan de Universidad Católica in zijn geboortestad Lima.
- Bibsys: 90137190
- Biblioteca Nacional de Chile: 000035162
- Biblioteca Nacional de España: XX1119212
- Bibliothèque nationale de France: cb11921102g (data)
- Catàleg d'autoritats de noms i títols de Catalunya: 981058511992006706
- CiNii: DA05402690
- Digitale Bibliotheek voor de Nederlandse Letteren: ribe006
- Gemeinsame Normdatei: 118788612
- International Standard Name Identifier: 0000 0001 0886 2105
- Library of Congress Control Number: n50044868
- Nationale Bibliotheek van Tsjechië: kup19970000082502
- Nationale bibliotheek van Australië: 35450270
- Nationale Bibliotheek van Israël: 987007431460005171
- Nederlandse Thesaurus van Auteursnamen: 069832021
- Réseau des bibliothèques de Suisse occidentale: 02-A003742474
- Russische Staatsbibliotheek: 000127522
- Istituto Centrale per il Catalogo Unico: RAVV028823
- LIBRIS: 358249
- SNAC: w6q55phz
- Système universitaire de documentation: 027089053
- Semantic Scholar: 123286506
- Virtual International Authority File: 34461950
- WorldCat: E39PBJvt4YXVqK6pQtV8kwxv73